# 4641-es mellékút (Magyarország)
A 4641-es számú mellékút egy bő 35 kilométer hosszú, négy számjegyű mellékút Békés vármegye területén; Mezőberény városa és a 47-es főút, illetve Szarvas és a  443-as főút  között fekvő kisebb községeket köti össze egymással és a végponti településekkel, főutakkal.

## Nyomvonala
Kilométerszámozása 2020-as állapot szerint a 905-ös méterszelvényétől indul, eszerint a Békési járáshoz tartozó Mezőberény központjának délnyugati részén ágazik ki a 47-es főútból, annak a 109+600-as kilométerszelvényétől. Eredeti „nulladik” kilométere ily módon a mezőberényi Kossuth téren lehetett, de első 900 méterét időközben a 47-es főúthoz sorolták át – ami által az Békés városát elkerülve vezethet békéscsabai végpontjáig –, a 47-es régebbi szakasza pedig, a Kossuth tértől dél-délkeleti irányban ma 470-es számmal számozódik.
Vasút utca néven indul, nyugati irányban, majd 1,4 kilométer után egy kisebb elágazáshoz ér. A nevet a délnek kiágazó 46 355-ös számú út viszi tovább, Mezőberény vasútállomásig, a 4641-es pedig innen Szabó Árpád út néven halad, változatlanul nyugat felé. Kevéssel a 2. kilométere előtt keresztezi a Szolnok–Békéscsaba–Lőkösháza-vasútvonal vágányait, majd a folytatásban a Szarvasi út nevet veszi fel. A 2+650-es kilométerszelvénye táján elhagyja a belterület utolsó házait, onnantól hosszú szakaszon külterületi részek között folytatódik tovább.
11,7 kilométer után éri el a Gyomaendrődi járás és azon belül Hunya határszélét. Egy darabig a határvonalát kíséri, majd 14,5 kilométer után elérkezik a két település és Gyomaendrőd hármashatárához – előtte néhány lépéssel még kiágazik belőle dél felé a 46 166-os számú mellékút, Hunya belterületére. A folytatásban az út már Hunya és Gyomaendrőd határvonala mentén halad, majd 16,3 kilométer után ismét teljesen hunyai szakaszon folytatódik.
Nem marad azonban már sokáig a község területén: majdnem pontosan egy kilométerrel arrébb keresztezi a Gyomaendrőd-Szentes közti 4642-es utat (amely itt 12,3 kilométer megtételén van túl), majd a Szarvasi járáshoz tartozó Örménykút területére lép. Belterületét ennek sem érinti: a 22+550-es kilométerszelvényénél ágazik ki belőle a 4645-ös út, amely a község központjába, és onnan Kardosra vezet. A 27. kilométerénél éri el Szarvas keleti határszélét, 29,4 kilométer után pedig már teljesen szarvasi területen húzódik. A városnak lakott területét nem érinti, csak ipari-mezőgazdasági üzemek mellett halad el, míg véget nem ér, beletorkolva a 443-as főútba, annak 19. kilométerénél.
Teljes hossza, az országos közutak térképes nyilvántartását szolgáló kira.gov.hu adatbázisa szerint 35,272 kilométer.

## Települések az út mentén
- Mezőberény
- (Hunya)
- (Gyomaendrőd)
- Örménykút
- Szarvas

## Története
Egy 2,920 kilométeres szakaszát (a 14+420 és a 17+340 kilométerszelvények között) 2019 második felében újították fel, a Magyar Falu Program útjavítási pályázatának I. ütemében, Hunya település területén.